# Остхофф
Остхофф (нем. Osthoff) — старейший дом в городе Дюльмен. Это единственное сохранившееся здание бывшего поместья Остхофф. Поместье было приобретено в 1727 году баронессой Анной Марией фон Ландсберг. Так же считается, что дом в современном виде был построен в её время.

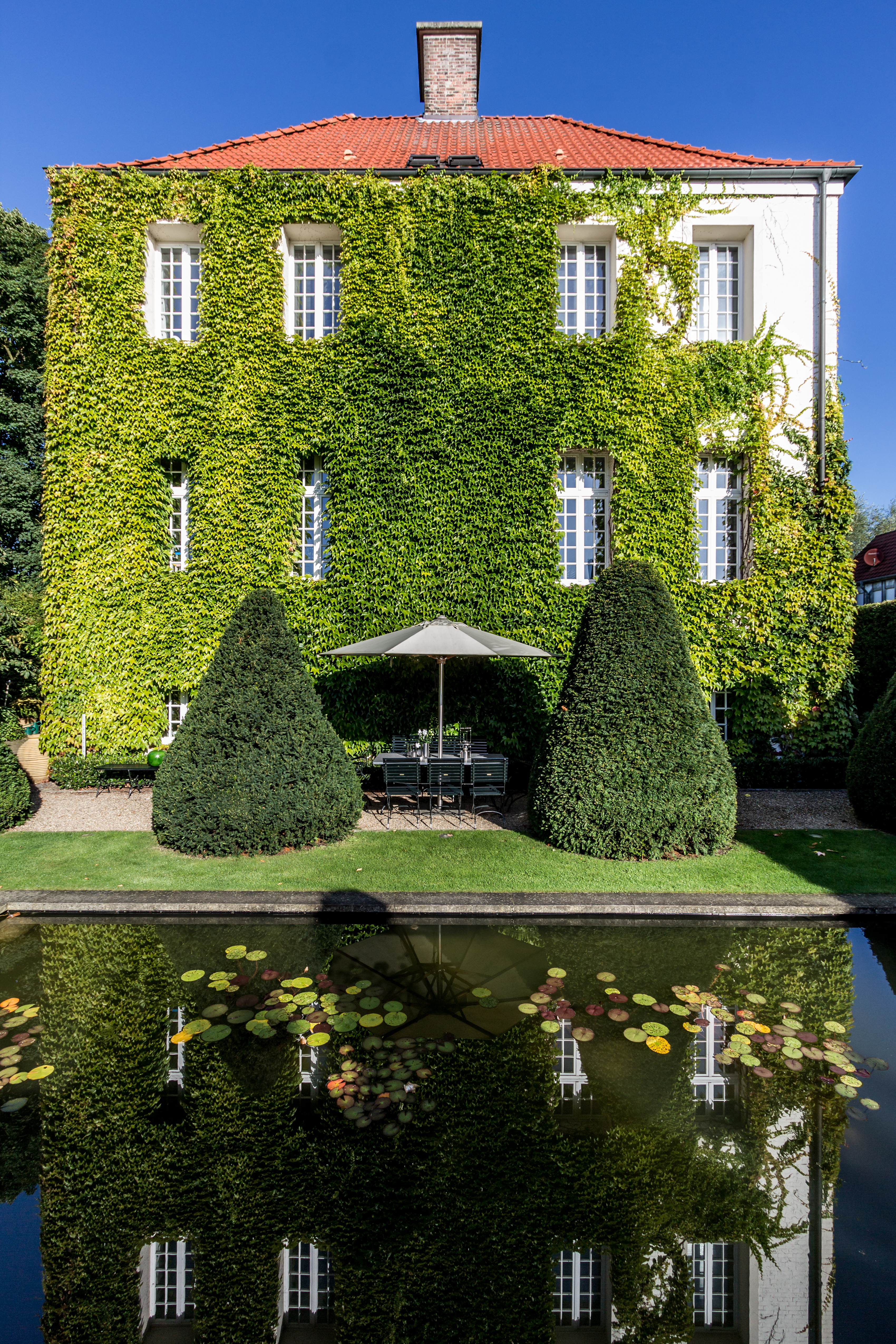
Дом Остхофф

Кирпичный дом построен в стиле барокко 18-го века. До Первой мировой войны дом не использовался, простаивал его красивый сад. После Второй мировой войны он использовался до 1960 года в качестве частной резиденции. После 1960 года дом был сломан, а его остатки рассыпались. К началу 21-го века дом был полностью отремонтирован и сейчас является памятником истории.
С 2002 года здание находится штаб-квартира дизайнерского дома. Открытие хозяйственных построек вокруг здания в стиле барокко, строго оформленного сада, взял на себя в 2003 году архитектор Гаральд Дейльманн из Мюнстера вместе с Францем Костерсом.

Дом Остхофф
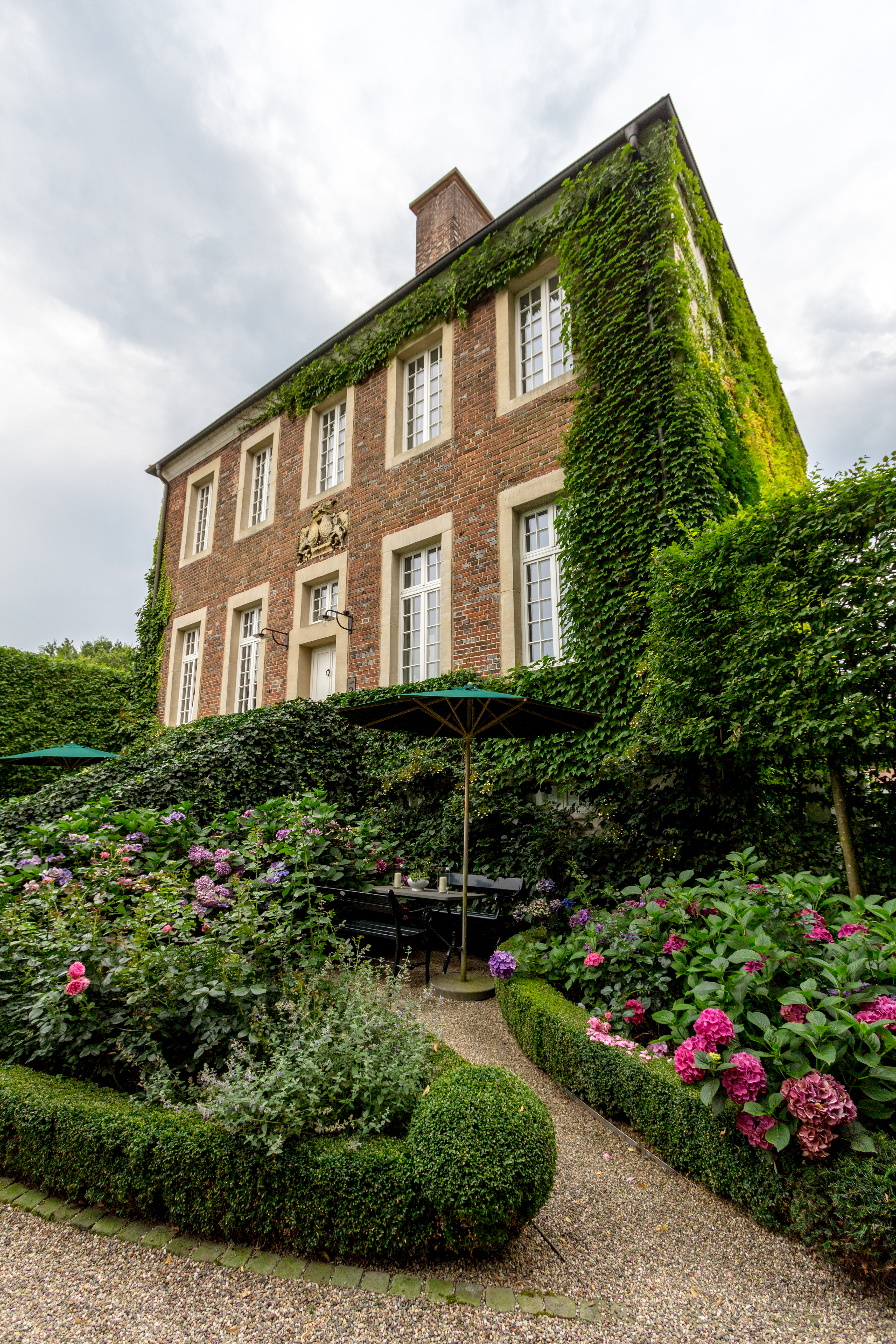
Северная сторона
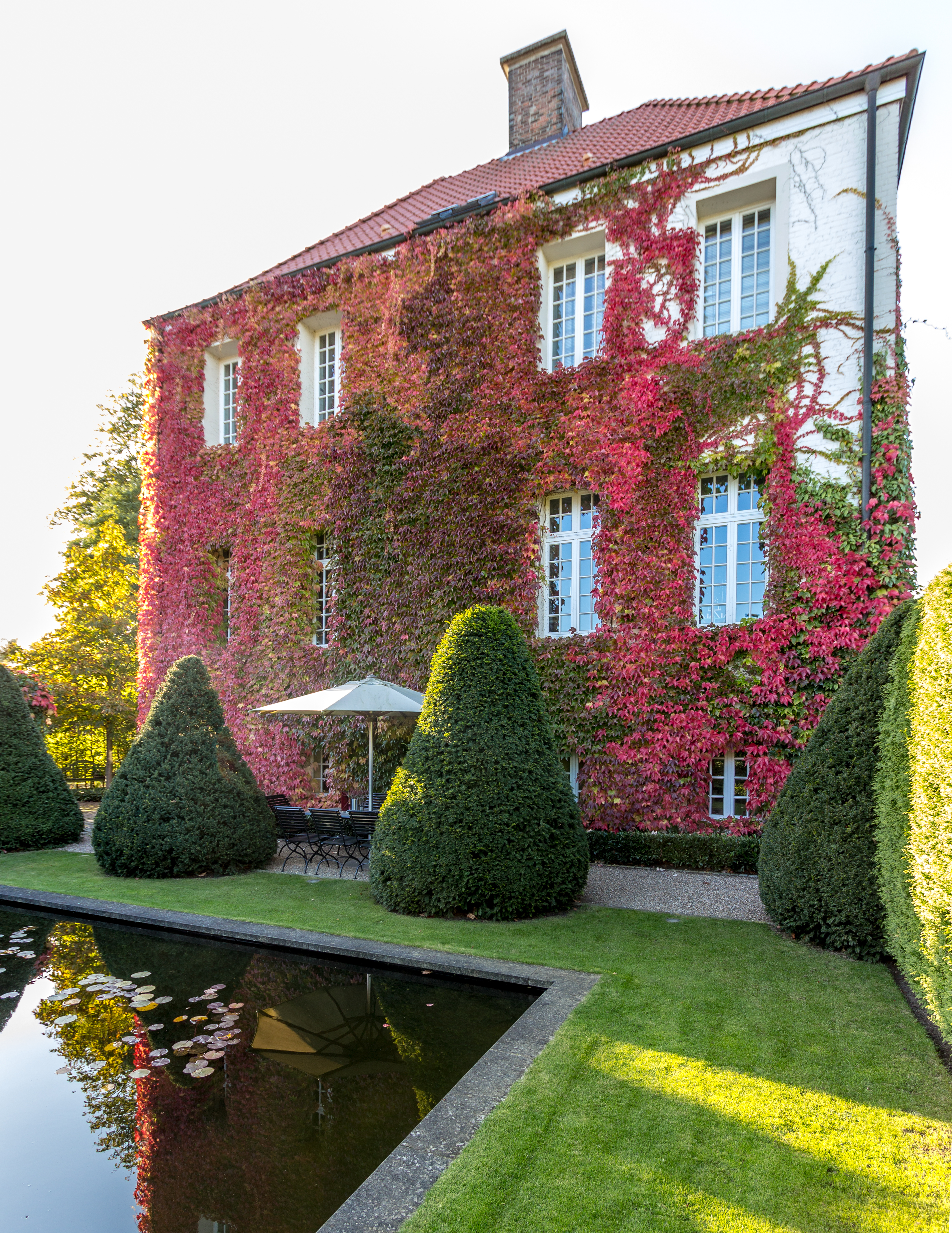
Южная сторона
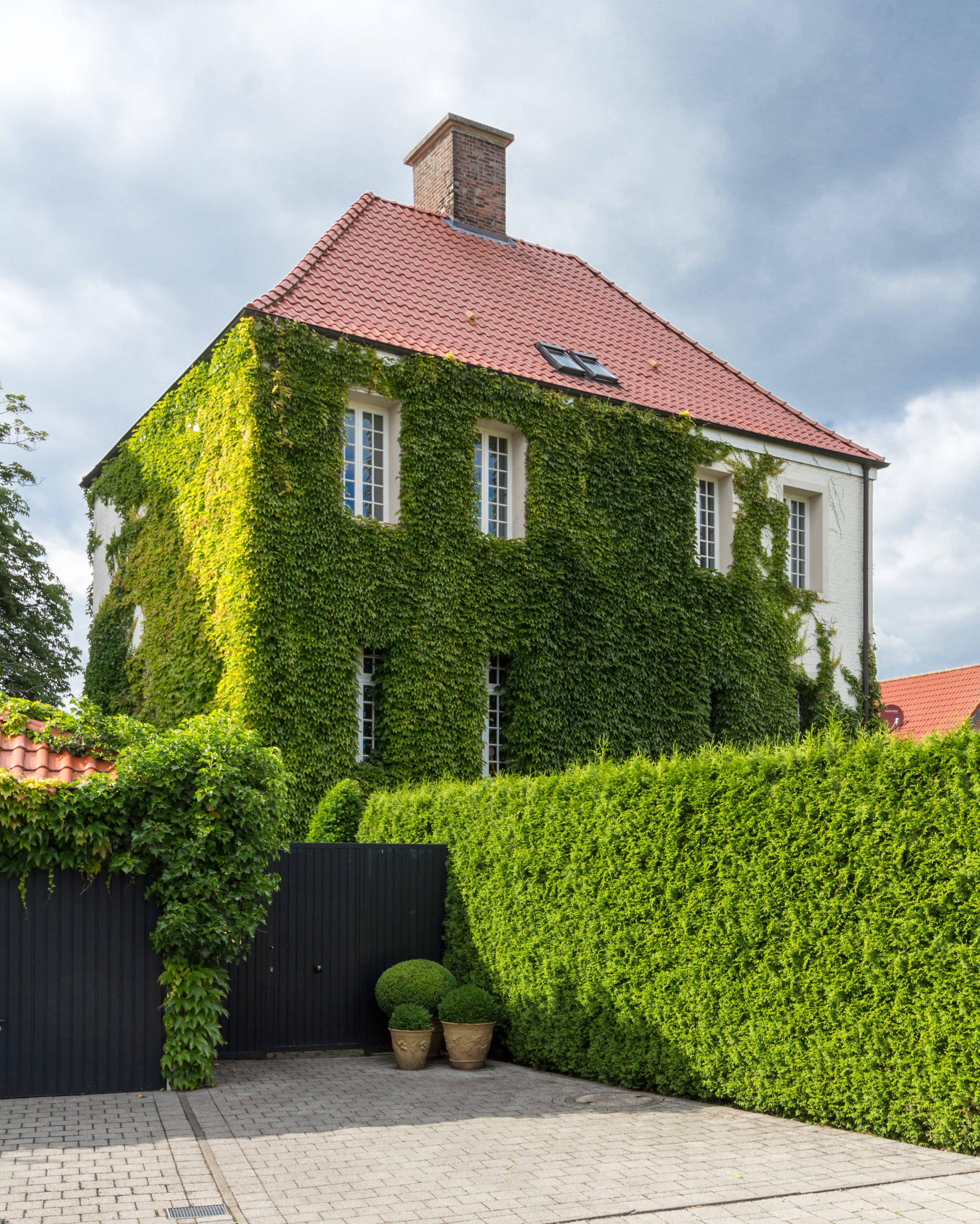
Вид с улицы